# The Terrornauts
Pour plus de détails, voir Fiche technique et Distribution.
The Terrornauts est un film de science-fiction britannique réalisé par Montgomery Tully en 1967 et produit par les studios Amicus.

## Synopsis
Le Projet "Star Talk" est sur le point d'être annulé lorsqu'un signal provenant de l'Espace se fait enfin entendre. C'est à ce moment précis qu'un vaisseau spatial surgit et kidnappe le petit groupe de scientifiques en emportant le laboratoire entier dans une autre galaxie. Là, ils feront une série de découvertes concernant les extra-terrestres responsables de leur enlèvement, ainsi que le danger qu'encourt la Terre s'ils n'interviennent pas rapidement...

## Analyse
John Brunner adapte ici le roman The Wailing Asteroid de Murray Leinster. Cette modeste réalisation n'est d'ailleurs pas sans rappeler les délires bon enfant de la mythique série télévisée Doctor Who, dont la Amicus Productions avait justement assuré deux adaptations pour le grand écran, dans les mêmes années. À peine quelques mois plus tard, sortira le chef-d'œuvre de Stanley Kubrick, 2001, l'Odyssée de l'espace (1968), dont le réalisme, alors totalement inédit, rendra dorénavant obsolète toute production naïve telle que celle-ci.

## Distribution
- Simon Oates : Dr Joe Burke
- Zena Marshall : Sandy Lund
- Charles Hawtrey : Joshua Yellowlees
- Patricia Hayes : Mme Jones
- Stanley Meadows : Ben Keller
- Max Adrian : Dr Henry Shore
- Frank Barry : Burke enfant
- Richard Carpenter : Danny
- Leonard Cracknell : Nick
- André Maranne : Gendarme
- Frank Forsyth : Oncle
- Robert Jewell : Robot

## Autour du film
- Inédit en salles françaises, le film est uniquement disponible en VHS étrangères (édition épuisée).
- Apportant une note de drôlerie au film, Charles Hawtrey est essentiellement connu pour sa participation régulière à la série de comédies Carry On, particulièrement populaire outre-Manche.
- Acteur d'origine française récurrent de la série des films La Panthère Rose, André Maranne interprète ici le rôle d'un policier français vers la fin du film.